# Orphanodendron bernatii
Orphanodendron es un género monotípico de plantas fanerógamas perteneciente a la familia Fabaceae. Su única especie: Orphanodendron bernatii, es originaria de Colombia donde se encuentra en el Departamento de Antioquia.

## Taxonomía
Orphanodendron bernatii fue descrita por Barneby & J.W.Grimes y publicado en Brittonia 42(4): 249–253, f. 1–2. 1990.